# Edward Burnell, 1. Baron Burnell
Edward Burnell, 1. Baron Burnell (* um 1282; † 1315) war ein englischer Adliger.
Edward Burnell war ein Sohn von Sir Philip Burnell und von Maud FitzAlan. Sein Vater war ein Neffe des königlichen Kanzlers Robert Burnell, Bischof von Bath und Wells und einer der einflussreichsten Ratgeber von König Eduard I. Nach Robert Burnells Tod 1292 hatte Edwards Vater einen umfangreichen Landbesitz mit 82 Gütern geerbt, doch starb er bereits 1294. Dazu hinterließ er seinem minderjährigen Sohn beträchtliche Schulden. Am 6. Dezember 1307 durfte Burnell sein Erbe antreten. Er hatte nach dem 3. Mai 1302 Aline le Despenser, eine Tochter des Barons Hugh le Despenser und von dessen Frau Isabella de Beauchamp geheiratet. Burnell diente als Militär im schottischen Unabhängigkeitskrieg. Am 19. Dezember 1311 wurde er als Baron Burnell ins Parlament berufen, doch er starb 1315 kinderlos. Mit seinem Tod erlosch sein Titel. Seine Erbin wurde seine Schwester Maud Burnell.